# An Qi
An Qi (安琦S, Ān QíP; Dalian, 21 giugno 1981) è un ex calciatore cinese, portiere.

## Carriera

### Club
In Cina giocava titolare fin dai 21 anni.
L'anno successivo il nuovo allenatore del Dalian Shide lo considerò un rincalzo, così venne mandato in prestito al Dalian Changbo, squadra di categoria inferiore, che gli permise di giocare con una discreta continuità.
Passa poi allo Xiamen Lanshi, dove viene considerato un titolare, giocando tutto il campionato.
Data la retrocessione di quest'ultima, Qi rescinde il suo contratto e viene ingaggiato dal Changchun Yatai. Qui subisce una rottura dei legamenti del ginocchio che lo costringe a stare fermo per tutta la stagione. Fa il suo debutto con la nuova maglia il 12 settembre 2009, nella partita contro lo Shenzhen Asia Travel FC

### Nazionale
Qi ha giocato i Mondiali di calcio Under 20 del 2001.
È stato anche inserito nella rosa dei 23 giocatori che avrebbero disputato il Mondiale per la prima volta nella loro storia, un anno più tardi.

## Vita privata
Il 14 agosto 2005 Qi è stato arrestato con accusa di stupro. Tuttavia, dopo diversi interrogatori la polizia ha deciso di rilasciarlo, per mancanza di prove.

## Palmarès

### Club
- Jia-A League cinese: 1

Dalian Shide: 2002